# Berbermusik
Unter dem Begriff Berbermusik werden gemeinhin mehrere Musiktraditionen Nordafrikas – insbesondere des Maghreb – zusammengefasst, die im weitesten Sinne von Angehörigen der verschiedenen Berbervölker gespielt werden und durch ihre Beschränkung auf wenige Instrumente (Langhalslaute loutar, Rahmentrommel tar, Bechertrommel darbuka, Doppelrohrblattinstrument rhaita, Holzflöte gasba) und durch ihren eher rhythmusbetonten, meist zyklischen und dadurch teilweise tranceartigen Charakter beschrieben werden können, der auch Improvisationsteile einschließt.

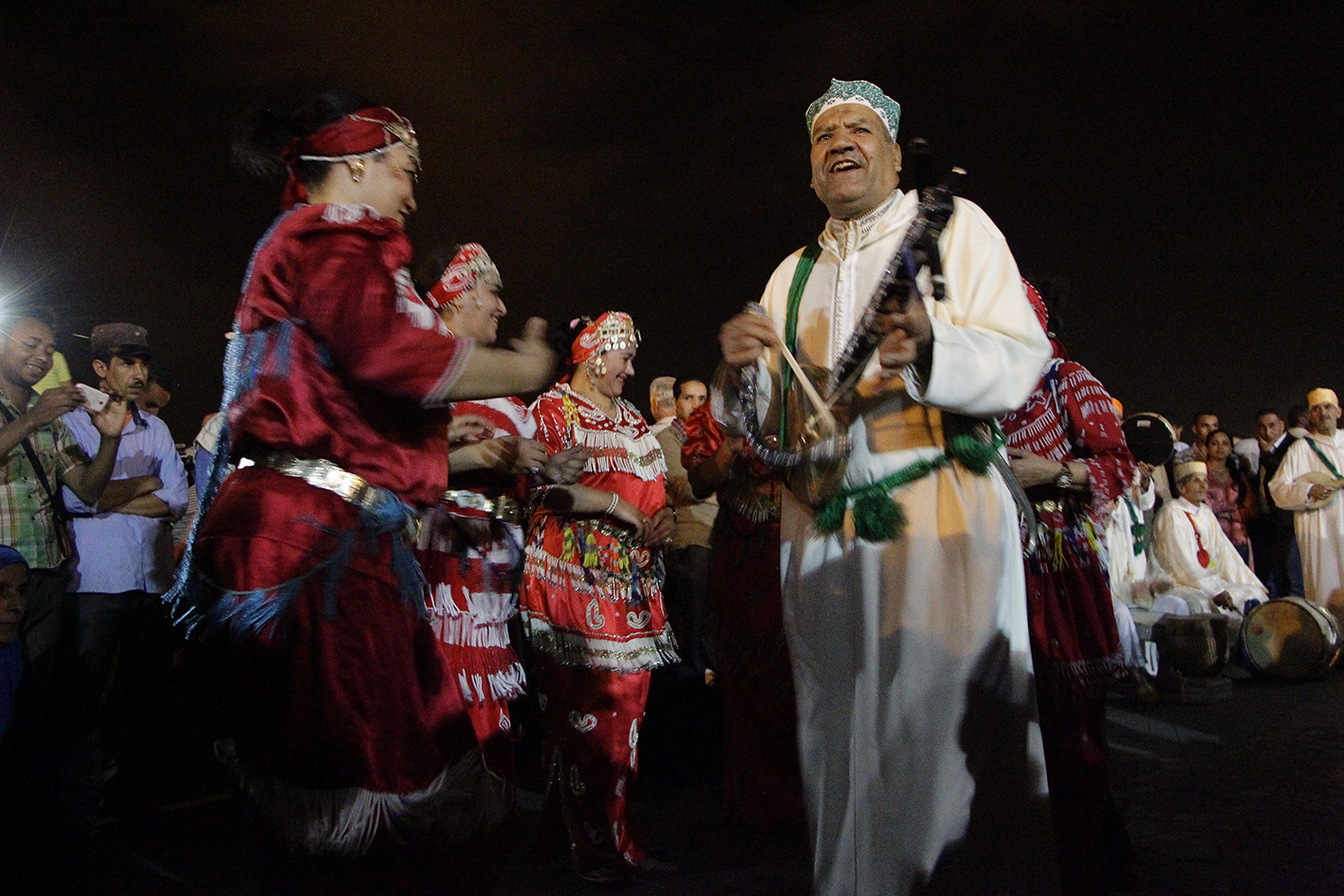
Chleuh-Musiker und Tänzerinnen auf dem Djemaa-el-Fna-Platz in Marrakesch

## Kultureller Hintergrund
Musik war für die meisten Bewohner des Maghreb ein eher seltenes Ereignis und fand vor allem bei Festen wie Hochzeiten, Beschneidungen und anderen größeren Zusammenkünften wie Pilgerfahrten (moussems), Viehmärkten (suqs) etc. statt. Auch religiöse Feiertage wie das Fest des Fastenbrechens (ʿĪd al-Fitr) am Ende des Ramadan oder das islamische Neujahrsfest (achoura) wurden mit Musik untermalt. In kleinerem aber sehr bedeutsamen Rahmen diente sie auch zur Unterstützung der – manchmal getanzten – Meditationsübungen der verschiedenen Sufi-Bruderschaften (zaouias). Viele dieser alten Traditionen sind inzwischen verlorengegangen und so ist die Berbermusik insgesamt eher zu einem kommerziellen Ereignis geworden.

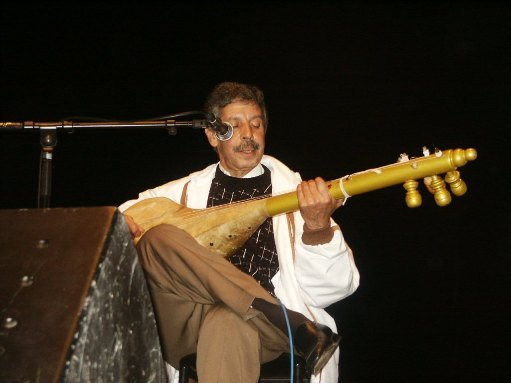
Mohamed Rouicha mit seiner loutar

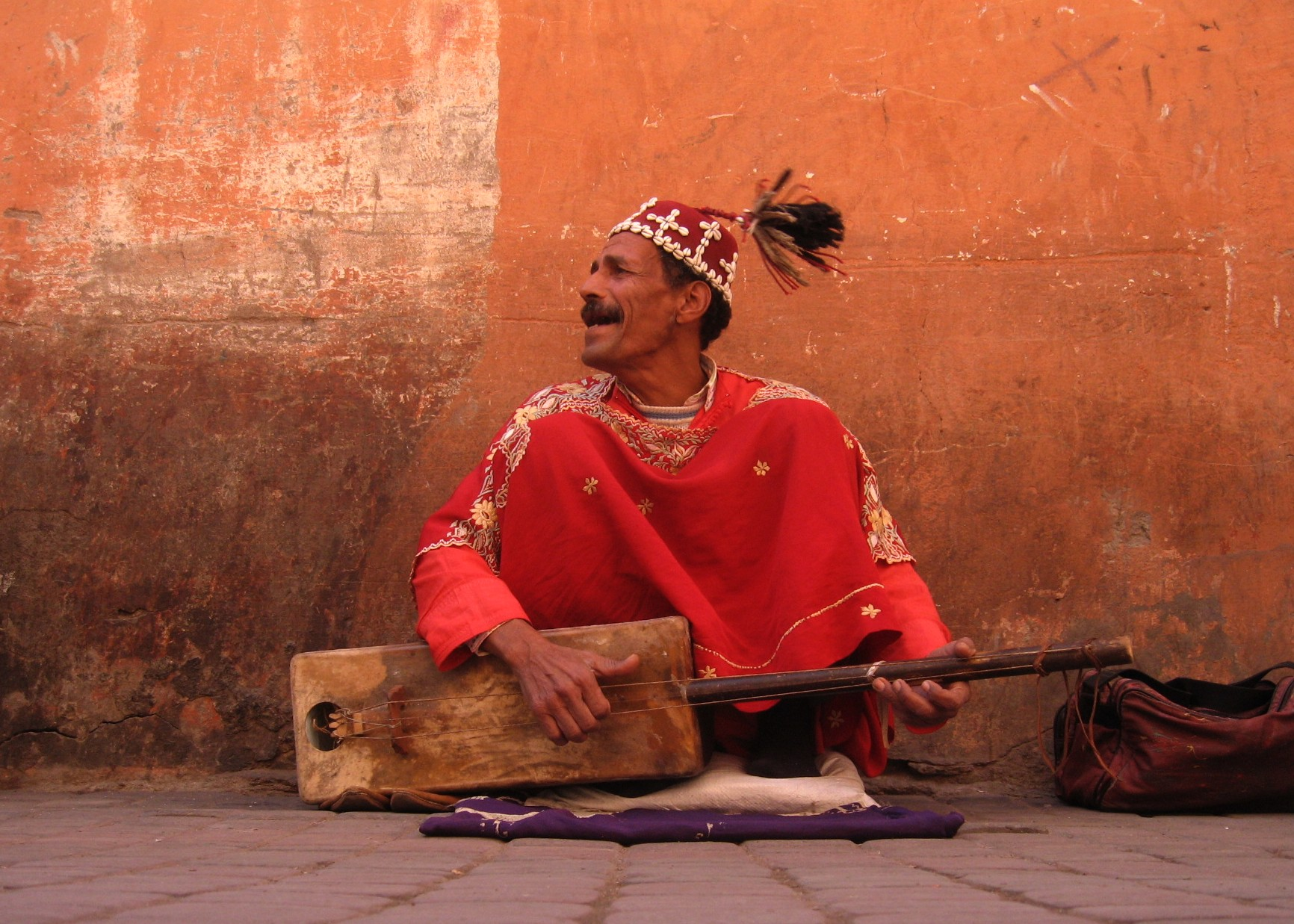
Gimbri-Spieler in Marrakesch

## Geschichte
In den in hohem Maße von der Landwirtschaft und von der Viehzucht (Ziegen, Schafe, Esel) geprägten Berberregionen fand – im Vergleich zu anderen Kulturräumen – über Jahrtausende kaum eine Entwicklung der Lebensumstände und damit einhergehend eine kulturelle Verfeinerung der Sitten und des Geschmacks statt. Darüber hinaus gab es keine Entwicklung hin zu einer städtischen Lebensweise oder gar zu größeren Herrschaftsgebilden und so blieben die Familie und der Stamm bzw. das Dorf die Grundlage des Zusammenlebens und des individuellen und gemeinschaftlichen Denkens. Gleichwohl kamen die Berber im Verlauf der Geschichte wiederholt in Kontakt anderen Völkern und damit zur Musik Arabiens, Schwarzafrikas, Andalusiens und – seit der zweiten Hälfte des 20. Jahrhunderts – auch zur westlichen Rock- und Popmusik und damit vor allem des Blues, dessen Grundlagen nach verbreiteter Ansicht von den Sklaven nach Nordamerika gebracht wurden und sich dort zunächst auf den Zuckerrohrplantagen des Südens, später dann in den Städten des Nordens (Detroit, Chicago) weiterentwickelten.
Rock- und Jazzmusiker wie Jimi Hendrix, Brian Jones, Ornette Coleman oder die deutsche Gruppe Embryo haben sich von Berbermusikern und den manchmal psychedelischen Klängen ihres Spiels anregen lassen; einige sind sogar gemeinsam mit ihnen aufgetreten.

## Regionen

### Marokko
Die Berbermusik Marokkos kann und muss in verschiedene Regionen unterteilt werden, in denen sich unterschiedliche Traditionen und somit Klangweisen herausbildeten, die allesamt noch genaueren Untersuchungen harren.
- Rifgebirge: Die Menschen und die Musik des Rifgebirges kamen früh in Kontakt zu phönizischen, römischen, arabischen und andalusischen Kultur, wobei jedoch nicht mehr festzustellen ist, wie hoch der jeweilige Anteil indigener und fremder Einflüsse in der heutigen Musik ist. Als Instrumente dienen hauptsächlich größere Zylindertrommeln (t’bol), kleinere Armtrommeln (darbukas), Rahmentrommeln (bendirs) und Blasinstrumenten (ghaita oder gasba); Saiten- und Streichinstrumente sind eher selten. International bekanntestes Musikensemble des Rif sind die Master Musicians of Jajouka.
- Mittlerer Atlas: Die Regionen des Mittleren Atlas kamen nur wenig (z. B. durch Teilnahme an den almoravidischen, almohadischen und merinidischen Kriegs- und Beutezügen) in Kontakt mit der Außenwelt. Das für die Musik typische Saiteninstrument, die aus einem Stück Holz herausgearbeitete und mit einer – früher ungegerbten – Ziegenhaut bespannte loutar, ist wahrscheinlich schwarzafrikanischen Ursprungs (siehe gimbri) und könnte durch Sklaven aus Guinea (gnaoua) in den Süden Marokkos eingeführt worden sein. Daneben spielen einfache Rahmentrommeln (tar oder bendir) und der – heute meist von Frauen angestimmte – Begleitgesang eine wichtige Rolle. Über Marokko hinaus bekannte Musiker waren Mohamed Rouicha und Mustafa El Akri. Der Ahidous ist ein regionaler Tanz.
- Hoher Atlas: Die Lebensumstände der Menschen im Hohen Atlas sind deutlich rückständiger als in den anderen Berberregionen des Maghreb. Auch die Musik ist sowohl hinsichtlich ihrer Instrumentierung als auch der erzeugten Klänge deutlich einfacher. Überregional bekannte Musikensembles oder Sänger gibt es nicht.
- Anti-Atlas: Über die Musik des – mit Ausnahme der Umgebung von Tafraoute nur äußerst dünn besiedelten – Antiatlas ist nur wenig bekannt.
- Saharavorland: Große Gebiete des Maghreb haben wüstenartigen Charakter. Abgesehen von den Oasensiedlungen lebten die Menschen hauptsächlich als Nomaden mit ihren Viehherden. Im Sommer zogen diese als Transhumanten häufig in die kühleren sowie wasser- und pflanzenreicheren Bergregionen des Hohen und mittleren Atlas, was immer wieder zu Konflikten mit der ansässigen Bevölkerung führte. Über die Musiktraditionen der verschiedenen Stämme müsste noch geforscht werden.

### Algerien
Auch die Musiktraditionen Algeriens sind regional unterschiedlich. Im Norden, d. h. in der Kabylei, vermischen sich berberische, arabische und – in der Musik des Raï – auch westliche Elemente der Pop-Musik. Um die Mitte des 20. Jahrhunderts waren Sänger wie El Hajj Muhammad El Anka, Cheikh El Hasnaoui oder Abdelkader Chaou bekannt. Auch das Aurès-Gebirge hat eine eigene, aber bislang kaum beachtete Musiktradition. Der Süden Algeriens steht dagegen im Einflussbereich der Tuareg-Musik.

### Tuareg
Einen Sonderfall stellen die als Nomaden und Karawanenhändler in den heutigen Staaten Algerien, Mali und Niger lebenden Tuareg dar, die in ihrer Lebensweise und damit ihrer Kultur gleichermaßen sowohl von berberischen als auch von schwarzafrikanischen Einflüssen berührt sind. Aufgrund ihres Wanderlebens kamen sie in Kontakt mit nahezu allen Regionen Nordafrikas, für deren Musik sie sich durchaus empfänglich zeigten. Die heutige Musik dieser Volksgruppe, von der viele nach einem eigenen Staat streben, ist stark von westlichen Einflüssen – vor allem vom Blues – beeinflusst. Gruppen wie Tamikrest oder Tinariwen oder Sänger-Gitarristen wie Bombino und Mdou Moctar verbinden sowohl in ihrer Instrumentierung (E-Gitarre etc.) in hohem Maße afrikanisch-berberische mit westlichen Musikelementen und schaffen bei ihren Auftritten eine wahrhaft völkerverbindende Atmosphäre.

## Hörbeispiele
Master Musicians of Joujouka
- ohne Titel (Gesang in Tarifit)
- ohne Titel (Gesang in Tarifit)

Mohamed Rouicha
- Inass, Inass (Gesang in Zentralatlas-Tamazight)
- Awra, awra (Gesang in Tamazight)

Mustafa El Akri
- ? (Gesang in Tamazight)
- ? (Gesang in Tamazight)

Tamikrest
- Tisnant an Chatma (Gesang in Tamascheq)
- Toumast Anlet (Gesang in Tamascheq)

Tinariwen
- Imazeghen N’Adagh (Gesang in Tamascheq)
- Tenhert (Gesang in Tamascheq)

Bombino
- Tar Hani (Gesang in Tamascheq)
- Mahegagh (Gesang in Tamascheq)

Gnaoua
- ohne Titel